# جیم آلیستر
جیمز هیو آلیستر کی‌سی (انگلیسی: Jim Allister؛ زادهٔ ۲ آوریل ۱۹۵۳) سیاستمدار اتحادیه‌گرای اهل بریتانیا و وکیل دادگستری در ایرلند شمالی است. او حزب سیاسی صدای اتحادیه سنتی (TUV) را در سال ۲۰۰۷ تأسیس کرد و از زمان تشکیل آن حزب را رهبری کرد. آلیستر از سال ۲۰۱۱ به عنوان عضو مجمع ایرلند شمالی (MLA) برای شمال آنتریم خدمت کرده‌است و تنها نمایندهٔ تی‌یووی در آن مجمع است.
پیش از این او یکی از اعضای حزب اتحادگرای دموکراتیک (DUP) بود که در سال ۲۰۰۴ با موفقیت در انتخابات پارلمان اروپا برای ایرلند شمالی شرکت کرد و جانشین ایان پیزلی شد. او پس از استعفای خود از DUP و سپس تأسیس تی‌یووی در سال ۲۰۰۷، به عنوان عضو عضو پارلمان اروپا (MEP) به کار خود ادامه داد.